# Teresa Palmer
Teresa Mary Palmer (Adelaide, 26 februari 1986) is een Australische actrice en model.

## Filmografie
- Bibsys: 15006663
- Biblioteca Nacional de España: XX5523068
- Bibliothèque nationale de France: cb15601623f (data)
- Gemeinsame Normdatei: 139362363
- International Standard Name Identifier: 0000 0001 1466 7373
- Library of Congress Control Number: no2008125440
- Nationale Bibliotheek van Tsjechië: xx0173797
- Nationale Bibliotheek van Israël: 987009445058005171
- Nederlandse Thesaurus van Auteursnamen: 382721799
- Système universitaire de documentation: 14386274X
- Virtual International Authority File: 5250511
- WorldCat: E39PBJtGVVKy787CfrRdcyymVC